# Parvis de la Défense
Ne doit pas être confondu avec Esplanade de la Défense.
Le parvis de la Défense est une place de Puteaux, située au cœur du quartier de la Défense, s'étendant au pied de la Grande Arche dont elle constitue le parvis.
Dans l'ancien découpage du quartier, elle appartenait au secteur 4 ; depuis la mise en place d'un nouveau plan par l'EPGD en 2009, elle est sise sur la limite entre les secteurs Arche Nord et Arche Sud.
De forme rectangulaire, elle suit dans sa longueur l'orientation de l'axe historique parisien, dont elle occupe une section d'environ 300 mètres ; depuis Paris, elle est précédée par la place de la Défense (à l'est), et la perspective est prolongée par la Grande Arche (à l'ouest). En largeur, elle s'étend sur 120 mètres entre le CNIT au nord, et le centre commercial des Quatre Temps au sud. Au total, elle couvre une superficie de 3,6 hectares.
Juste sous la dalle se trouve la salle d'échange du RER (gare de la Défense, ligne A), du métro (station de la Défense, terminus de la ligne 1), du transilien (ligne U et ligne L) et du tramway (station de la ligne 2).